# 東京都道206号川野上川乗線
東京都道206号川野上川乗線（とうきょうとどう206ごう かわのかみかわのりせん）は、東京都西多摩郡奥多摩町川野と檜原村南郷上川乗を結ぶ東京都道（一般都道）である。
このうち、奥多摩町川野と檜原村数馬の区間は奥多摩周遊道路として知られ、数馬から上川乗までの区間は、東京都道33号上野原あきる野線の一部区間とともに、檜原街道と呼ばれる。
延長38,060 m。

## 連絡する道路
- 国道411号 - 奥多摩町川野
- 国道139号 - 奥多摩町川野、国道411号交点から奥多摩町川野国道139号交点まで重複区間
- 東京都道33号上野原あきる野線 - 檜原村上川乗交差点

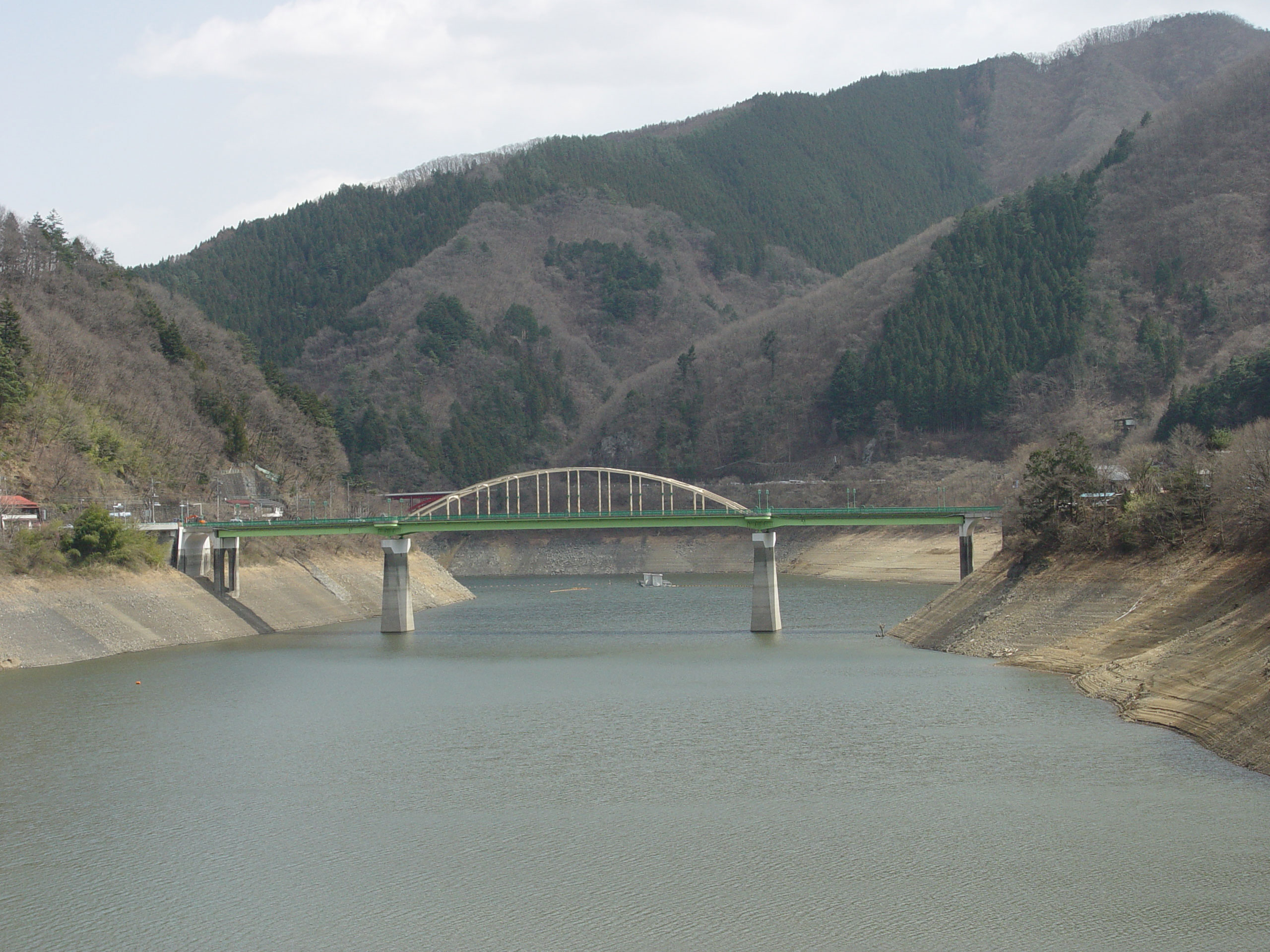
深山橋。奥多摩町、奥多摩湖。国道139号重複区間
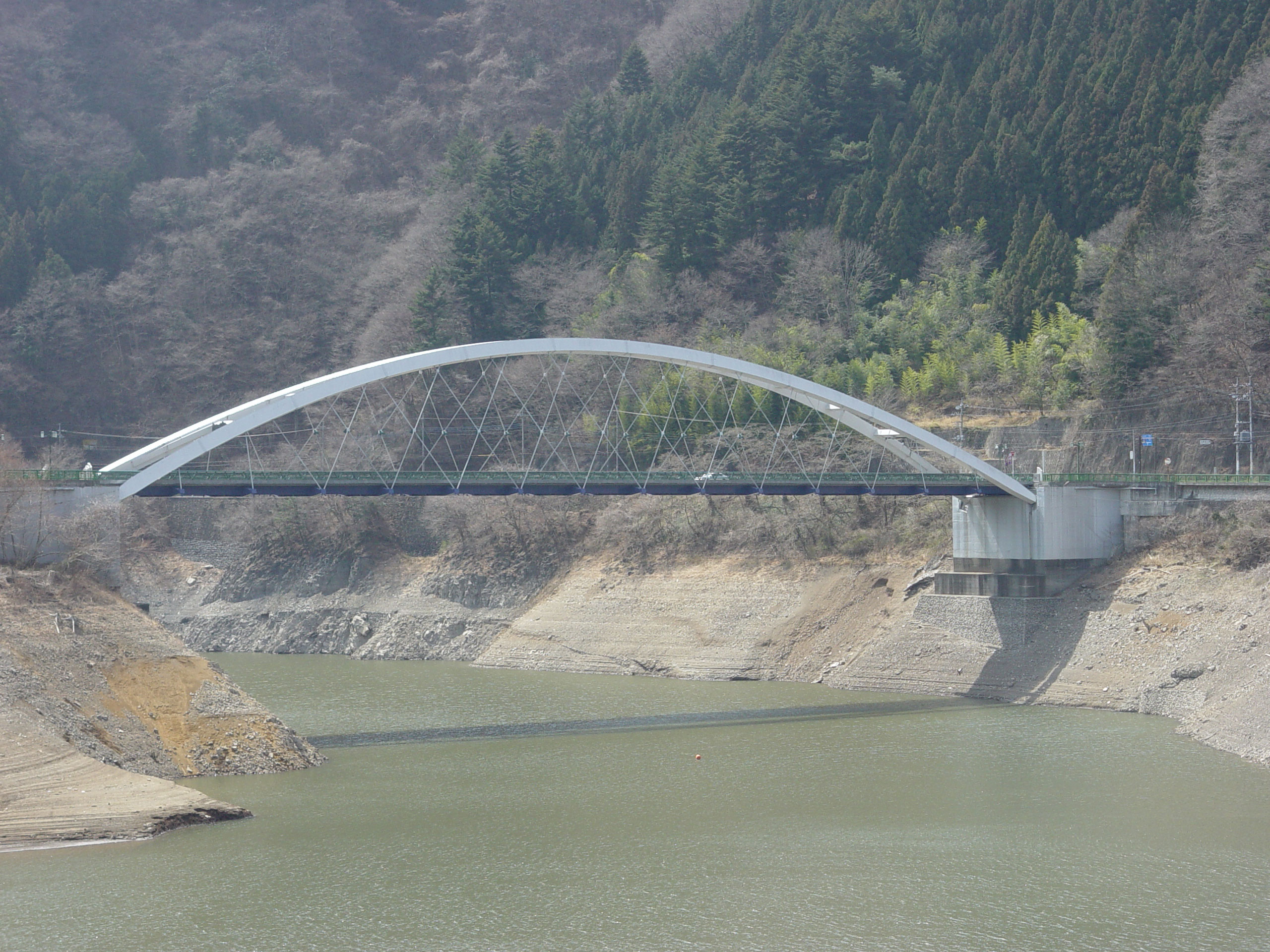
三頭橋、奥多摩町、奥多摩湖
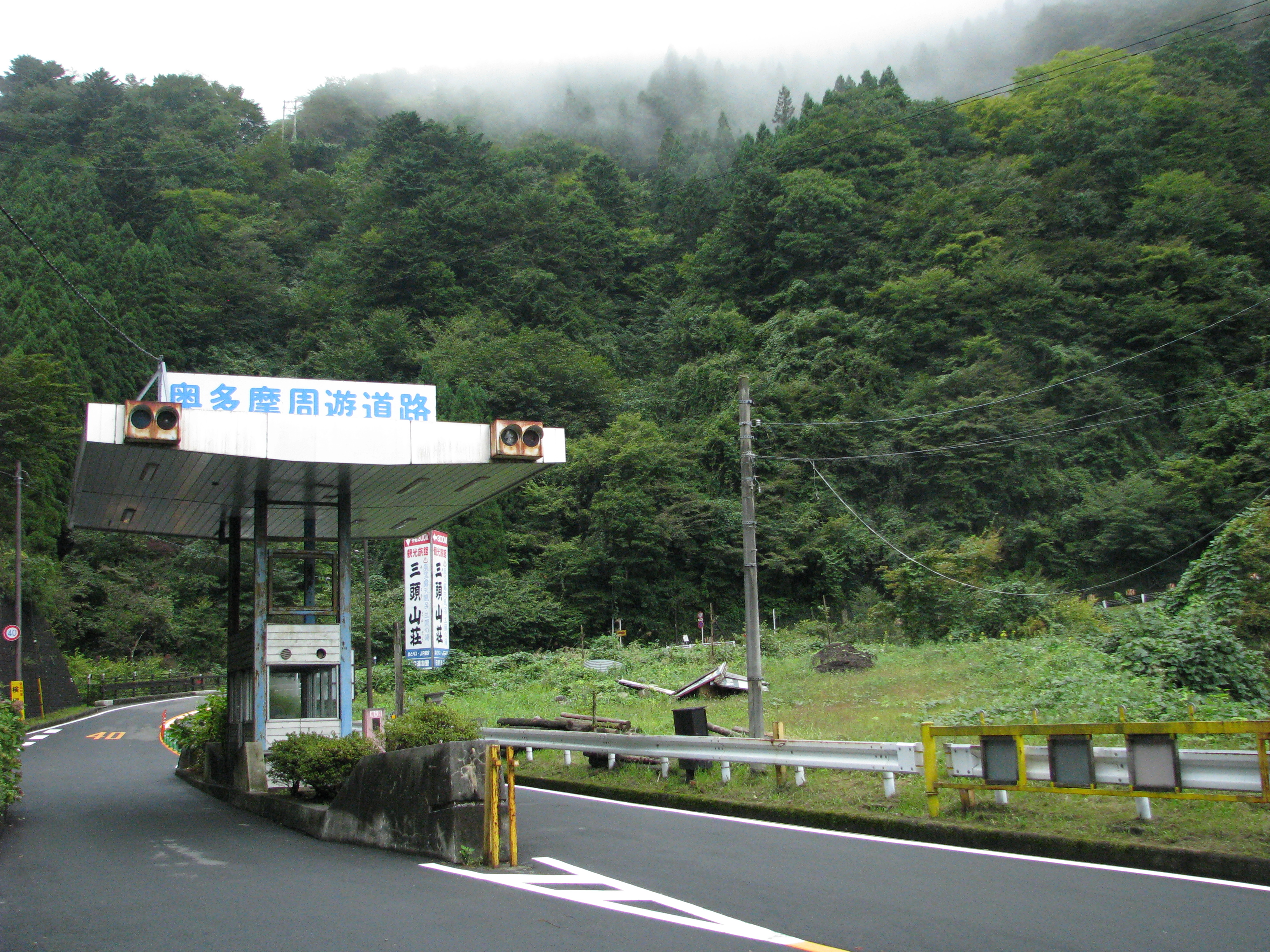
周遊道路檜原側旧料金所
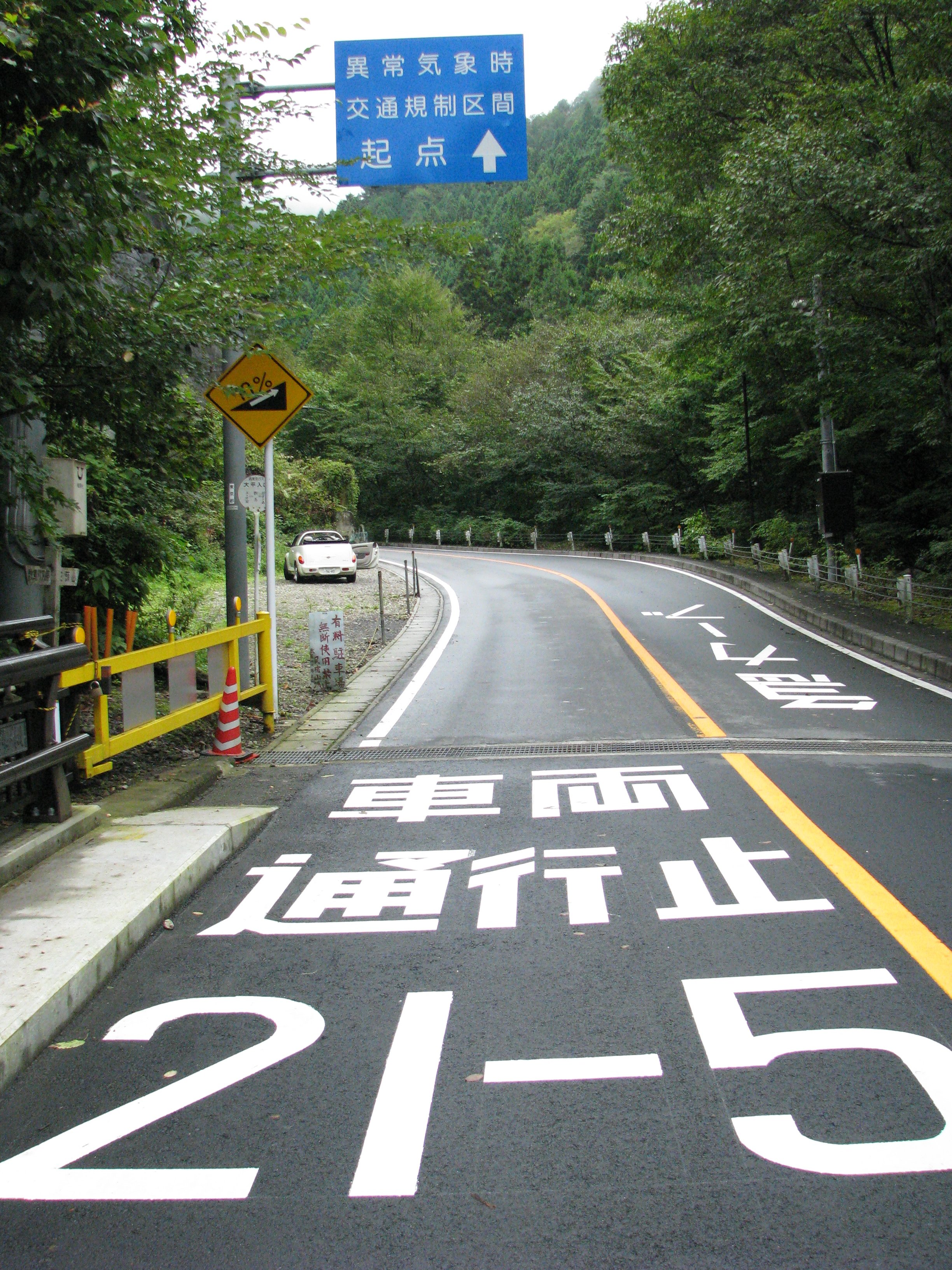
檜原村